# Исмаили, Мирзакалон
Мирзакалон Исмаили (узб. Mirzakalon Ismoiliy; 15 октября 1908, Булакбаши, Андижанская область — 5 мая 1986, Ташкент) — узбекский советский писатель и переводчик, военный корреспондент. Заслуженный деятель искусств Узбекской ССР (1983). 

## Биография
Родился 15 октября 1908 года в посёлке Булакбаши Андижанской области Узбекистана в крестьянской семье. В 1928 году окончил ташкентский Институт просвещения, после чего поступил на восточный факультет Среднеазиатского университета, где проучился следующие три года.
Участвовал в Великой Отечественной войне, был военным корреспондентом. После войны работал в узбекской прессе.
В 1951 году вместе с группой узбекских писателей был арестован по обвинению в «антисоветской националистической деятельности», освобождён через пять лет. В заключении писал роман «Фарғона тонг отгунча».
Публиковался с 1927 года. Автор сборника фронтовых рассказов и очерков «Песня о свободном человеке» («Озод инсон ҳақида қўшиқ», 1948), драмы «Широкие поля» («Кенг майдонлар», 1949), повести «Наш роман» («Бизнинг роман», 1963, в русском переводе — «Герой нашей повести», 1968), романа «Фергана до рассвета» («Фарғона тонг отгунча», кн. 1—2, 1958—1967, русский перевод кн. 1—2, 1959—1970).
Переводил прозу русских (Л. Н. Толстого, М. Ю. Лермонтова, М. Горького, М. А. Шолохова) и зарубежных (М. Сервантеса, Э. Войнич, Р. Н. Гюнтекина) писателей.
В 1983 году был удостоен звания Заслуженного деятеля искусств Узбекской ССР. Награждён орденом Красной Звезды.
Был женат, жена — Зухра Ахунджановна Исмаили; сыновья Фаруххан Мирзакаланович Исмаили и Хасанхан Мирзакаланович Исмаили, дочери Флора Мирзакалановна, Фарида Мирзакалановна, Ойзухра Мирзакалановна и Марика Мирзакалановна.
Умер 5 февраля 1986 года в городе Ташкенте.